# Roberto Romanello
Roberto Romanello (Swansea, ...) è un giocatore di poker gallese, di origine italiana.

## Poker
Nel dicembre del 2010 ha vinto l'EPT di Praga per €640,000. Nell'aprile 2011 ha vinto il WPT di Bratislava.
Romanello è il giocatore di poker gallese di maggior successo, primo in classifica nei guadagni.
Ad agosto 2016, il totale delle sue vincite nei tornei live si attesta pari a $3,347,862, di cui $614,714 vinti alle WSOP.